# Wi-Fi Taiō: Gensen Table Game Wii
Wi-Fi Taiō: Gensen Table Game Wii (en japonès: Wi-Fi対応 厳選テーブルゲームWii,, en català: Compatible amb Wi-Fi: Selecció de jocs de taula Wii) és un videojoc de Wii amb una col·lecció de jocs de taula. Va ser desenvolupat per Yuki Enterprise i llançat per Hudson Soft al Japó el 22 de maig de 2008. Els diferents jocs es poden jugar contra jugadors controlats per la consola, jugadors locals o mitjançant la Nintendo Wi-Fi Connection.

## Gameplay
El joc inclou deu jocs de taula diferents:
- Mahjong
- Shogi
- Go
- Gomoku
- Escacs
- Backgammon
- Othello
- Hanafuda (Hana-awase)
- Bridge
- Daifugō

Els jocs també inclouen dos modes addicionals: el mode Step Up, que augmenta lentament la dificultat, i la Prova d'habilitat. A més, es poden jugar partides en línia, on els jugadors poden jugar amb qualsevol a través de la Nintendo Wi-Fi Connection. En jugar, se'ls assigna un rang i poden establir batalles contra altres jugadors de rang similar.
Altres opcions del joc inclouen utilitzar un personatge Mii, canviar els paràmetres i la música dels jocs i seleccionar emojis i missatges que es poden enviar als oponents en línia.